# Mafu Kibonge
Mafu Kibonge foi um jogador da seleção de futebol do Zaire (atual República Democrática do Congo) em 1974, na primeira e única vez em que Zaire se classificou para uma Copa do Mundo FIFA.